# Jesse Williams (attore)
Jesse Wesley Williams (Chicago, 5 agosto 1981) è un attore, modello, attivista, produttore televisivo e regista statunitense.
È noto soprattutto per il ruolo del Dr. Jackson Avery nella serie della ABC, Grey's Anatomy (dal 2009 al 2021). È apparso nei film The Cabin in the Woods (2012), The Butler (2013) e Band Aid (2017). Ha fornito servizi di doppiaggio e motion capture per Markus nel videogioco, Detroit: Become Human (2018).

## Biografia
Nasce a Chicago, Illinois, da madre svedese e da padre afroamericano. Jesse si è laureato presso la Temple University con specializzazione in African American Studies and Film & Media Arts. Durante gli anni del college ha intrapreso una breve carriera da modello. Dopo la laurea, seguendo le orme dei genitori, ha lavorato per sei anni come docente di scuola superiore nel sistema scolastico pubblico di Filadelfia, insegnando studi americani, studi africani e inglese.
Nel 2008 inizia una relazione con la mediatrice immobiliare Aryn Drake-Lee, che sposa il 1º settembre 2012 a Los Angeles. La coppia ha due figli: Sadie, nata nel 2013 e Maceo, nato nel 2015. La coppia divorzia nella primavera del 2017, dopo quasi cinque anni di matrimonio.

### Attore
Il suo debutto come attore avviene nel 2006 come guest star di un episodio della serie televisiva Law & Order, mentre il suo debutto cinematografico avviene nel 2008 con il film 4 amiche e un paio di jeans 2, sequel di 4 amiche e un paio di jeans del 2005, dove interpreta Leo, interesse amoroso di Lena Kaligaris.
Ha lavorato in due produzioni Off-Broadway, The American Dream e The Sandbox, portate in scena al Cherry Lane Theatre nel Greenwich Village di New York City. Nel 2009 recita nel film di Antoine Fuqua Brooklyn's Finest, dove recita al fianco di Don Cheadle, Richard Gere, Ethan Hawke e Wesley Snipes. Sempre nel 2009 partecipa ad alcuni episodi della serie TV Beyond the Break - Vite sull'onda ed è tra gli interpreti del pilota per la HBO Washingtonienne, non acquistato dal network.
Nel 2009 entra nel cast della sesta stagione della serie televisiva Grey's Anatomy, nel ruolo del Dr. Jackson Avery, con l'opzione di diventare un personaggio fisso a partire dalla settima stagione fino alla diciassettesima. Oltre alla televisione, torna al cinema con l'horror Quella casa nel bosco, diretto da Drew Goddard, scritto da quest'ultimo assieme a Joss Whedon. Nel 2022 ha fatto il suo debutto a Broadway nel dramma Take Me Out e per la sua interpretazione ha ricevuto una candidatura al Tony Award al miglior attore non protagonista in un'opera teatrale.

### Modello
Williams occasionalmente ha lavorato come modello durante il college, ma non ha mai voluto farne una carriera. Ha fatto come modello per Kenneth Cole Productions, LL Bean e Tommy Hilfiger Corporation. Attualmente, Williams sta lavorando a una campagna per la Jean Company di Levi.

### Videogiochi
Ha interpretato, nel 2018, il personaggio di Markus nel videogioco Detroit: Become Human, rilasciato per la prima volta il 25 maggio 2018 per PlayStation 4.

### Produttore
Nel 2021 produce il corto Due Estranei e vince l'Oscar al miglior cortometraggio.

## Video musicali
Nel 2009 ha partecipato al video musicale Russian Roulette della cantante R&B Rihanna, mentre nel 2010 ha partecipato, come protagonista maschile, al video musicale Fall in Love della cantante britannica Estelle. Inoltre nel 2017 ha preso parte al video musicale Tell Me You Love Me della cantante pop Demi Lovato, sempre come protagonista maschile.

## Filmografia parziale

### Attore

#### Cinema
- 4 amiche e un paio di jeans 2 (The Sisterhood of the Traveling Pants 2), regia di Sanaa Hamri (2008)
- Brooklyn's Finest, regia di Antoine Fuqua (2009)
- Dirty Dancing 3: Capoeira Nights, regia di Jake Szymanski - cortometraggio (2010)
- J.A.W., regia di Nate Parker - cortometraggio (2011)
- Quella casa nel bosco (The Cabin in the Woods), regia di Drew Goddard (2012)
- Snake and Mongoose, regia di Wayne Holloway (2013)
- The Butler - Un maggiordomo alla Casa Bianca (The Butler), regia di Lee Daniels (2013)
- Soldi (Money), regia di Martin Rosete (2016)
- La gang dei supereroi (Secret Headquarters), regia di Henry Joost e Ariel Schulman (2022)
- Da me o da te (Your Place or Mine), regia di Aline Brosh McKenna (2023)

#### Televisione
- Law & Order - I due volti della giustizia (Law & Order) – serie TV, episodio 16x17 (2006)
- Greek - La confraternita (Greek) – serie TV, episodi 1x22-2x02 (2008)
- Beyond the Break - Vite sull'onda (Beyond the Break) – serie TV, 8 episodi (2006-2009)
- Grey's Anatomy – serie TV, 275 episodi (2009-in corso) - Dr. Jackson Avery
- Seattle Grace: Message of Hope – serie TV, 6 episodi (2010)
- Sesame Street – serie TV, 1 episodio (2013)
- The Eric Andre Show – serie TV, 1 episodio (2016)
- Station 19 – serie TV, 7 episodi (2020)
- Tanti piccoli fuochi (Little Fires Everywhere) - miniserie TV, 3 episodi (2020)
- Only Murders in the Building - serie TV, terza stagione (2023)
- The Great Lillian Hall, regia di Michael Cristofer – film TV (2024)
- Costiera, regia di Adam Bernstein e Giacomo Martelli - serie TV (2024)

#### Videoclip
- +44 - When your heart stops beating (2006)
- Rihanna - Russian Roulette (2009)
- Estelle - Fall in Love (2010)
- Demi Lovato - “Tell Me You Love Me” (2017)
- Jay-z - Legacy (2017)

#### Videogiochi
- Detroit: Become Human (2018)

### Produttore
- Due estranei (Two Distant Strangers), regia di Travon Free e Martin Desmond Roe (2020) - cortometraggio

## Teatro
- Take Me Out di Richard Greenberg, regia di Scott Ellis. Helen Hayes Theater di Broadway (2022)

## Doppiatori italiani
Nelle versioni in italiano delle opere in cui ha recitato, Jesse Williams è stato doppiato da:
- Edoardo Stoppacciaro in 4 amiche e un paio di jeans 2, Beyond the Break - Vite sull'onda, Grey's Anatomy, Quella casa nel bosco, The Butler - Un maggiordomo alla Casa Bianca, Station 19, Tanti piccoli fuochi, Da me o da te?, Only Murders in the Building
- Marco De Risi in Law & Order - I due volti della giustizia
- Nanni Baldini in Brooklyn's Finest

Come doppiatore viene sostituito da:
- Andrea Oldani in Detroit: Become Human